# سيمو جيرفي
سيمو جيرفي هي بحيرة متوسطة الحجم تقع في فنلندا حيث تقع في رينوا، في منطقة إقليم لابي (فنلندا). حيث أنها تنتمي إلى منطقة مستجمعات المياه الرئيسية سيمو جوكي.

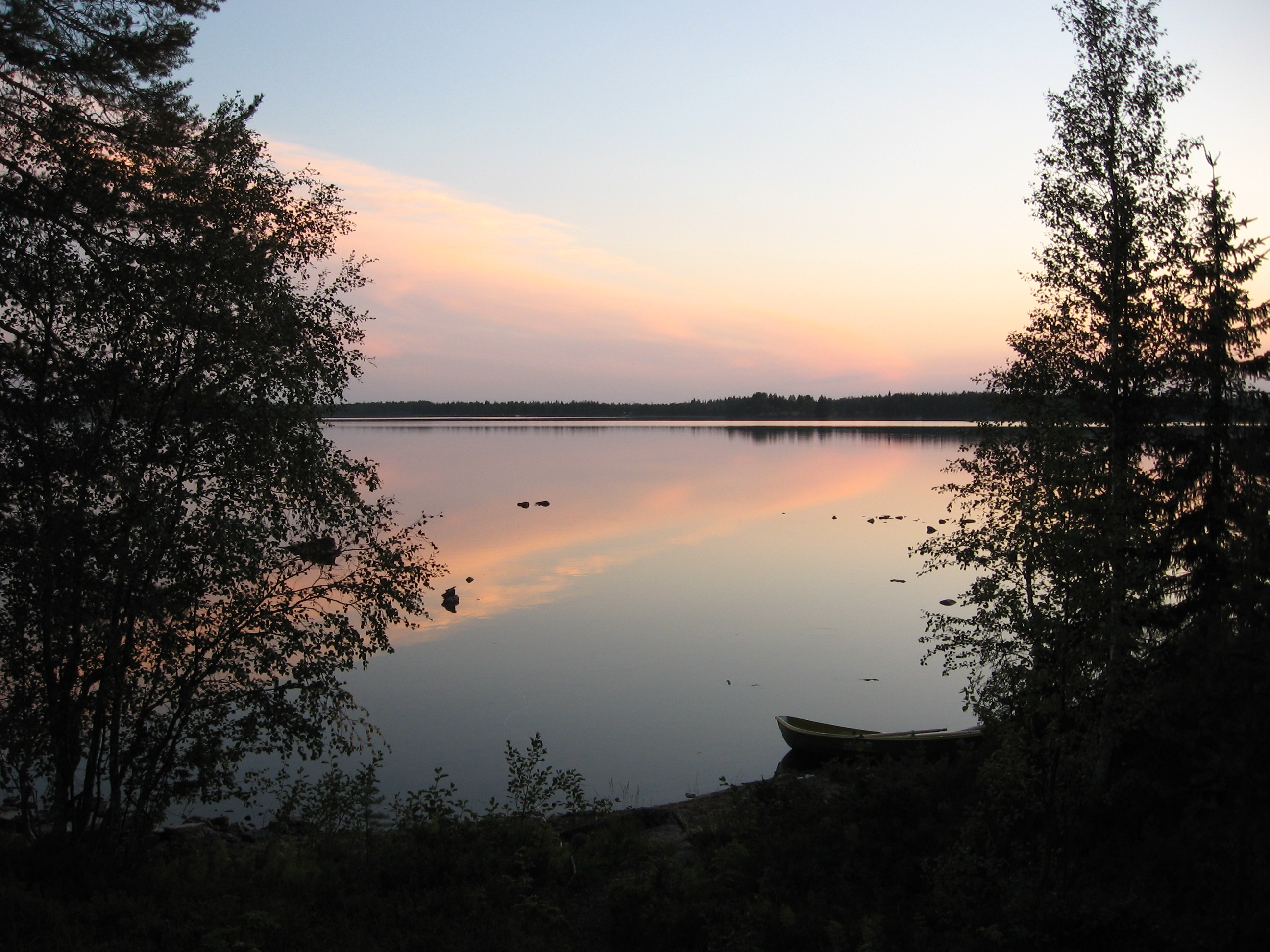
سيمو جيرفي